# أموكسابين
أموكسابين (بالإنجليزية: Amoxapine)، دواء يُباع تحت الاسم التجاري «أسندين» وغيره، وهو مضاد اكتئاب ثلاثي الحلقات (تي سي إيه). يمثل هذا الدواء مستقلبًا منزوع الميثيل مع رابطة نتروجينية لمركب اللوكسابين. دخل الأموكسابين سوق الأدوية في الولايات المتحدة لأول مرة عام 1992 (بعد ما يقارب 30-40 عامًا من دخول أغلب مضادات الاكتئاب ثلاثية الحلقات الأخرى للولايات المتحدة).

## الاستخدامات الدوائية
يُستخدم الأموكسابين في علاج الاضطراب الاكتئابي الكبير، ويُعتقد أنه يمتاز عن باقي مضادات الاكتئاب بسرعة بدء تأثيره، إذ تظهر تأثيراته العلاجية خلال 4-7 أيام. ذكر ما يزيد عن 80% من المرضى المستجيبين على الأموكسابين تحسنهم خلال أسبوعين من بداية العلاج. يمتلك الدواء أيضًا خصائص مشابهةً لمضادات الذهان غير النمطية، وقد تسلك سلوكها، ويمكن استخدامها لعلاج الفصام دون ترخيص. يبدو أن الدواء يفاقم الأعراض الحركية لداء باركنسون والذهان رغم الغياب الواضح للتأثيرات الجانبية خارج الهرمية لدى مرضى الفصام.

## مضادات الاستطباب
يحمل دواء الأموكسابين (كما هو حال جميع مضادات الاكتئاب الأخرى المرخصة من إدارة الغذاء والدواء) تحذير الصندوق الأسود الذي يشير إلى احتمال زيادة الأفكار والسلوكيات الانتحارية عند الأطفال واليافعين والبالغين الشباب تحت سن الخامسة والعشرين. يوصى بتجنب استخدامه أيضًا لدى الأفراد المعروفين بفرط حساسيتهم للدواء أو أحد مكوناته في الأشكال الصيدلانية الفموية. يوصى أيضًا بتجنبه في حال الإصابة بالأمراض التالية:
- الاضطرابات القلبية الوعائية الشديدة (احتمالية حدوث تأثيرات سمية قلبية عكسية مثل تطاول القطعة QT على تخطيط القلب الكهربائي).
- ارتفاع ضغط العين ضيق الزاوية غير المصحح.
- مرحلة التعافي الحاد بعد احتشاء العضلة القلبية.

لا يوصى باستخدام الدواء لدى الأفراد الموضوعين حاليًا على مثبطات أكسيداز أحادي الأمين أو خلال 14 يومًا سابقًا ولدى الآخذين للأدوية المعروفة بقدرتها على مطاولة القطعة QT (مثل الأوندانسيترون وسيتالوبرام وبيموزيد وسيرتيندول وزيبراسيدون وهالوبيريدول وكلوربرومازين وثيوريدازين وغيرها)

### الرضاعة
لا توصى الأمهات بالإرضاع الطبيعي لأن الدواء يُفرز في حليب الثدي وتقارب نسبته ربع النسبة الموجودة في مصل الأم.

## التأثيرات الجانبية
التأثيرات الجانبية وفق معدل وقوعها ما يلي:
ملاحظة: كُتبت التأثيرات الجانبية الخطيرة (التي قد تسبب أذيةً دائمةً أو غير عكوسة أو تحمل تهديدًا للحياة) بالخط العريض.
تأثيرات جانبية كثيرة الشيوع (معدل وقوع < 10%)
- الإمساك.
- جفاف الفم.
- التهدئة.

تأثيرات جانبية شائعة (معدل الوقوع 1-10%):
- القلق.
- الرنح.
- شواش الرؤية.
- التشوش الذهني.
- الدوخة.
- الصداع.
- التعب.
- الغثيان.
- العصبية/التململ.
- فرط الشهية.
- الطفح.
- زيادة التعرق.
- الرعاش.
- الخفقان.
- الكوابيس.
- الانفعال.
- الضعف.
- تبدلات تخطيط القلب الكهربائي.
- الوذمة: وهي تراكم شاذ للسوائل في أنسجة الجسم تؤدي إلى تورمها.
- ارتفاع مستويات البرولاكتين: البرولاكتين هرمون ينظم تشكل الحليب في الثدي. ترتفع مستويات هذا الهرمون مع الدواء بنسب أقل من ارتفاعها مع الريسبيريدون أو الهالبيريدول.[20]

تأثيرات جانبية غير شائعة/نادرة (معدل وقوع > 1%)
- الإسهال.
- انتفاخ البطن.
- ارتفاع ضغط الدم.
- انخفاض ضغط الدم.
- الغشي (الإغماء).
- تسرع القلب.
- عدم انتظام الدورة الطمثية.
- اضطراب تكيف العين.
- توسع الحدقة.
- هبوط الضغط الانتصابي (انخفاض ضغط الدم عند الوقوف).
- النوب.
- الاحتباس البولي (عدم القدرة على تمرير البول).
- الشرى.
- الإقياء.
- الاحتقان الأنفي.
- الحساسية الضوئية.
- الهوس الخفيف (ابتهاج مريب/مزاج متهيج).
- التنميل.
- شواش الحس في الأطراف.
- الطنين.
- عدم التوجه.
- الخدر.
- عدم التناسق الحركي.
- اختلال التركيز.
- الانزعاج الشرسوفي.
- الإحساس بطعم غريب في الفم.
- زيادة الشهية أو نقصها.
- العنانة (صعوبة الانتصاب).
- القذف المؤلم.
- الدماع (إفراز الدموع دون سبب عاطفي).
- اكتساب الوزن.
- تغير وظائف الكبد.
- ضخامة الثدي.
- الحمى الدوائية.
- الحكة.
- التهاب الأوعية: اضطراب تتخرب فيه الأوعية الدموية نتيجة الالتهاب، ويمكن أن يكون مهددًا للحياة إذا أصاب أوعيةً معينةً.
- ثر اللبن (إفراز الحليب غير المترافق مع الحمل أو الإرضاع الطبيعي).
- تأخر التبول (تأخر التبول بعد بذل جهد واع لطرح البول من المثانة).
- فرط الحرارة (ارتفاع حرارة الجسم، وتعتمد خطورته على مدى ارتفاع الحرارة).
- متلازمة الإفراز غير الملائم للهرمون المضاد لإدرار البول: يحدث هذا أساسًا عند ارتفاع مستويات هذا الهرمون في الجسم (وهو مسؤول عن تنظيم حفظ المياه واحتباس الدم في الأوعية الدموية). قد يكون هذا مميتًا وقد يسبب اختلالات شاردية مثل نقص صوديوم الدم وانخفاض بوتاسيوم الدم وانخفاض كلس الدم التي قد تهدد الحياة.
- ندرة المحببات: نقص في تعداد كريات الدم البيضاء. تشكل هذه الكريات خلايا الجهاز المناعي التي تكافح العضويات الغازية، وبالتالي يؤدي نقص المحببات إلى زيادة عرضة الفرد إلى العدوى المهددة للحياة.
- قلة الكريات البيض: وهو مشابه لندرة المحببات لكنه أقل شدة.
- متلازمة مضادات الذهان الخبيثة (تفاعل مميت مع العوامل المضادة للدوبامين، وغالبًا مضادات الذهان. تمتاز هذه المتلازمة بفرط الحرارة والإسهال وتسرع القلب وتبدل الحالة الذهنية (مثل التشوش الذهني) والصلابة والتأثيرات الجانبية خارج السبيل الهرمي).
- خلل الحركة المتأخر: تفاعل عصبي غير عكوس غالبًا نتيجة العلاج بمضادات الدوبامين. يتصف الاضطراب بحركات غير إرادية في عضلات الوجه واللسان والشفتين وغيرها، وتتطور غالبًا بعد التعرض المطول لمضادات الدوبامين (أشهر أو سنوات أو حتى عقود).
- التأثيرات الجانبية خارج السبيل الهرمي: الأعراض الحركية مثل الرعاش والباركنسونية والحركات غير الإرادية ونقص القدرة على تحريك العضلات الإرادية وغيرها.